# 胡晓钟
胡晓钟（1970年—），安徽桐城人，中国海洋大学教授。

## 生平
1994年毕业于安徽师范大学，1997年、2002年于青岛海洋大学（现中国海洋大学）先后获硕士和博士学位，师从宋微波院士。曾先后在日本长崎大学、英国自然历史博物馆做访问研究。2004年起任教于中国海洋大学，现任中国海洋大学水产学院教授、博士生导师。

## 学术贡献
主要从事海洋纤毛虫的多样性与分类学及生态学研究，发表论文170余篇。主持国家自然科学基金、教育部“新世纪优秀人才”项目等课题多项。

## 学术兼职
教育部学位与研究生教育发展中心专家，教育部长江学者和国家自然科学基金通讯评议专家，中国动物学会原生动物学分会理事。

## 奖励与荣誉
- 2001年，获教育部自然科学一等奖（第二完成人）[2]
- 2004年，获全国优秀博士学位论文提名奖[3]
- 2004年，获国家自然科学二等奖（第二完成人）[4]
- 2010年，获第九届山东省青年科技奖
- 2019年，获庆祝中华人民共和国成立70周年纪念章[5]